# Хороший секс
«Хороший секс» (англ. Good Sex) — будущая американская романтическая комедия режиссёра Лины Данем по её же сценарию. В главных ролях снялись Натали Портман, Марк Руффало, Такер Пилсберри, Мэг Райан, Рашида Джонс и Трамелл Тилман.
Премьера состоится на Netflix.

## Сюжет
После десятилетия неудачных отношений успешный терапевт по вопросам отношений Элли (Портман) отмечает своё 40-летие и под давлением лучшей подруги решает вновь начать ходить на свидания. Однако Элли обнаруживает, что её жизнь разворачивается в противоположные стороны, когда она начинает бурный роман с 20-летним хипстером из Бруклина ровно в тот момент, когда у неё начинает развиваться многообещающая, более традиционная связь с Алленом, успешным 50-летним мужчиной из Манхэттена. Поскольку романтический перекресток превращается в полноценный кризис идентичности, Элли пытается держать двоих совершенно разных мужчин на расстоянии и разобраться в своих противоречивых желаниях, прежде чем рисковать потерять их обоих.

## В ролях
- Натали Портман — Элли
- Марк Руффало
- Такер Пилсберри
- Мэг Райан
- Рашида Джонс
- Трамелл Тилман

## Производство
В феврале 2025 года было объявлено, что романтическая комедия Good Sex, режиссёра Лены Данем, находится в разработке с Натали Портман в главной роли. Сразу же началась борьба за права на прокат, в которой активное участие приняли киностудии Warner Bros. Pictures, Amazon MGM Studios, Apple Studios и Netflix, а предложения на права на мировой кинопрокат достигли отметки в 45 миллионов. В конечном итоге Netflix выиграла аукцион, приобретя проект за 55 миллионов. В мае к актёрскому составу присоединились Марк Руффало, Такер Пилсберри, Мэг Райан и Рашида Джонс. В июле сообщалось, что основные съёмки начались в Нью-Йорке, к касту присоединился Трамелл Тилман.